# Генералюк Леся Станіславівна
Леся Станіславівна Генералю́к — український літературознавець і мистецтвознавець, доктор філологічних наук, старший науковий співробітник відділу слов'янських літератур Інституту літератури імені Тараса Шевченка НАН України.

## Наукові інтереси
- література в системі мистецтв і гуманітарних наук;
- українська і російська література ХІХ — початку XX століття;
- образотворче мистецтво;
- взаємодія і синтез мистецтв